# Coursera
Coursera je obsežen ponudnik odprtih spletnih tečajev v Združenih državah, ki sta ga leta 2012 ustanovila Andrew Ng in Daphne Koller, profesorja računalništva na univerzi Stanford. Coursera sodeluje z univerzami in drugimi organizacijami, da ponudi spletne tečaje, potrdila in diplome iz različnih predmetov. Do leta 2021 bo približno 150 univerz ponujalo več kot 4000 tečajev Coursera.
Coursera ponuja tudi podiplomske tečaje v sodelovanju z univerzami. Na primer, platforma ima partnerstvo s HEC Paris za izvršni magistrski študij inovacij in podjetništva. Ta program, ki je 100 % na spletu, je namenjen usposabljanju vrhunskih menedžerjev, specializiranih za ti dve področji, v 18 mesecih. Odprt je bil marca 2017.